# 6-й Полтавський корпус
6-й Полтавський корпус — військове з'єднання в збройних силах 17-29 квітня 1918 Армії Української Народної Республіки, після 29 квітня 1918 Армії Української Держави.

## Історія формування
17 квітня 1918 року почалося формування 6-го Полтавського корпусу. У Гадяцькому, Зіньківському, Золотоніському, Кобеляцькому, Костянтиноградському, Кременчуцькому, Лохвицькому, Лубенському, Миргородському, Переяславському, Пирятинському, Полтавському, Прилуцькому, Роменському, Хорольському повітах почалася агітація та вербування чоловічого населення добровільно вступати у збройні сили УНР.
Незважаючи на проведення добровільної мобілізації, кістяк корпусу складали українізовані частини колишньої РІА.

## Участь у бойових діях
Корпус брав активну участь у боротьбі з військами заколотників Директорії УНР. Підрозділи 11-й пішої дивізії та інших частин, що розташовувалися у Полтаві, захищали місто та найближчі до нього залізничні станції. Кадри 12-ї пішої дивізії захищали Хорол. 27-го листопада 1918 року Полтава була зайнята повстанцями та 2-м Запорізьким полком, а кадри 6-го корпусу, що знаходилися тут, капітулювали.

## У складі Дієвої армії Директорії
18 грудня 1918 року почалося нове формування корпусу. Декілька разів оголошувалася мобілізація, однак вона повністю провалилася. Наприкінці лютого 1919 року штаб 6-го Полтавського корпусу було розформовано.

## Склад корпусу
- 11-та піша дивізія

- 31-й піший полк
- 32-й піший полк
- 33-й піший полк

- 12-та піша дивізія

- 34-й піший полк
- 35-й піший полк
- 36-й піший полк

- 6-й авіадивізіон

## Командування
- Володимир Слюсаренко
- Олександр Березовський
- Олександр Осецький